# أديمار براغا
أديمار براغا (بالبرتغالية: Ademar Braga‏) هو مدرب كرة قدم ولاعب كرة قدم برازيلي، ولد في 8 يناير 1945 في ريو دي جانيرو في البرازيل.